# GP van Duitsland MX2 2006
De Grote Prijs van Duitsland 2006 in de MX2-klasse motorcross werd gehouden op 7 mei 2006 op het circuit van Teutschenthal. Het was de vierde Grote Prijs van het wereldkampioenschap, en na drie opeenvolgende overwinningen moest de Zuid-Afrikaan Tyla Rattray ditmaal zijn meerdere erkennen in de jonge Fransman Christophe Pourcel, die beide reeksen won. Ook Marc de Reuver, tweemaal tweede, ging zijn ploegmaat Rattray nog voor in de eindstand van de Grote Prijs.
Door zijn overwinning nadert Christophe Pourcel tot op acht punten van leider Rattray in de tussenstand van het wereldkampioenschap.

## Uitslag eerste reeks
| Plaats | Naam               | Land |
| ------ | ------------------ | ---- |
| 1      | Christophe Pourcel | FRA  |
| 2      | Marc de Reuver     | NED  |
| 3      | Alessio Chiodi     | ITA  |
| 4      | Tyla Rattray       | RSA  |
| 5      | Antonio Cairoli    | ITA  |
| 6      | Billy Mackenzie    | GBR  |
| 7      | Kenneth Gundersen  | NOR  |
| 8      | Aigar Leok         | EST  |
| 9      | Gareth Swanepoel   | RSA  |
| 10     | Anthony Boissière  | FRA  |

## Uitslag tweede reeks
| Plaats | Naam               | Land |
| ------ | ------------------ | ---- |
| 1      | Christophe Pourcel | FRA  |
| 2      | Marc de Reuver     | NED  |
| 3      | Tyla Rattray       | RSA  |
| 4      | David Philippaerts | ITA  |
| 5      | Billy Mackenzie    | GBR  |
| 6      | Davide Guarneri    | ITA  |
| 7      | Antonio Cairoli    | ITA  |
| 8      | Maximilian Nagl    | GER  |
| 9      | Rui Gonçalves      | POR  |
| 10     | Tommy Searle       | GBR  |

## Eindstand Grote Prijs
| Plaats | Naam               | Land | Punten |
| ------ | ------------------ | ---- | ------ |
| 1      | Christophe Pourcel | FRA  | 50     |
| 2      | Marc de Reuver     | NED  | 44     |
| 3      | Tyla Rattray       | RSA  | 38     |
| 4      | Billy Mackenzie    | GBR  | 31     |
| 5      | Antonio Cairoli    | ITA  | 30     |
| 6      | David Philippaerts | ITA  | 26     |
| 7      | Tommy Searle       | GBR  | 21     |
| 8      | Aigar Leok         | EST  | 20     |
| 9      | Alessio Chiodi     | ITA  | 20     |
| 10     | Carl Nunn          | GBR  | 19     |

## Tussenstand wereldkampioenschap
| Plaats | Naam               | Land | Punten |
| ------ | ------------------ | ---- | ------ |
| 1      | Tyla Rattray       | RSA  | 166    |
| 2      | Christophe Pourcel | FRA  | 158    |
| 3      | Marc de Reuver     | NED  | 152    |
| 4      | Antonio Cairoli    | ITA  | 119    |
| 5      | Billy Mackenzie    | GBR  | 105    |
| 6      | Alessio Chiodi     | ITA  | 101    |
| 7      | David Philippaerts | ITA  | 100    |
| 8      | Carl Nunn          | GBR  | 95     |
| 9      | Kenneth Gundersen  | NOR  | 89     |
| 10     | Tommy Searle       | GBR  | 78     |
| 11     | Rui Gonçalves      | POR  | 70     |
| 12     | Gareth Swanepoel   | RSA  | 55     |
| 13     | Davide Guarneri    | ITA  | 53     |
| 14     | Sébastien Pourcel  | FRA  | 52     |
| 15     | Luigi Séguy        | FRA  | 51     |
| 16     | Patrick Caps       | BEL  | 46     |
| 17     | Anthony Boissière  | FRA  | 40     |
| 18     | Matti Seistola     | FIN  | 36     |
| 19     | Aigar Leok         | EST  | 33     |
| 20     | Manuel Monni       | ITA  | 31     |